# Liste der deutschen Digitalminister
Die Liste der deutschen Digitalminister führt jene Bundesminister, in deren Zuständigkeitsbereich Querschnittsaufgaben der Digitalisierung, Netzpolitik, digitale Verwaltung und digitale Infrastruktur fielen bzw. fallen.

## Minister für Digitales der Bundesrepublik Deutschland (seit 2013)

### Bundesminister für Verkehr und Digitale Infrastruktur (2013–2021)
| Nr. | Name                              | Bild          | Partei | Amtszeit (Beginn) | Amtszeit (Ende)  | Kabinett   |
| --- | --------------------------------- | ------------- | ------ | ----------------- | ---------------- | ---------- |
| 1   | Alexander Dobrindt                | Dobrindt 2013 | CSU    | 17. Dezember 2013 | 24. Oktober 2017 | Merkel III |
| –   | Christian Schmidt (kommissarisch) |               | CSU    | 24. Oktober 2017  | 14. März 2018    | Merkel III |
| 2   | Andreas Scheuer                   |               | CSU    | 14. März 2018     | 8. Dezember 2021 | Merkel IV  |

### Bundesminister für Digitales und Verkehr (2021–2025)
| Nr. | Name           | Bild                                   | Partei                               | Amtszeit (Beginn) | Amtszeit (Ende) | Kabinett |
| --- | -------------- | -------------------------------------- | ------------------------------------ | ----------------- | --------------- | -------- |
| 3   | Volker Wissing | Wissing auf einem Bahnhof im Jahr 2022 | parteilos (bis 7. November 2024 FDP) | 8. Dezember 2021  | 6. Mai 2025     | Scholz   |

### Bundesminister für Digitales und Staatsmodernisierung (seit 2025)
| Nr. | Name               | Bild | Partei                   | Amtszeit (Beginn) | Amtszeit (Ende) | Kabinett |
| --- | ------------------ | ---- | ------------------------ | ----------------- | --------------- | -------- |
| 4   | Karsten Wildberger |      | CDU (zunächst parteilos) | 6. Mai 2025       | amtierend       | Merz     |